# منتخب الجزائر لكرة اليد للناشئين
منتخب الجزائر لكرة اليد للناشئين هو ممثل الجزائر الرسمي في المنافسات الدولية في كرة اليد للناشئين
.